# Бургеля
Бургеля (рум. Burghelea) — село у Фалештському районі Молдови. Входить до складу комуни, адміністративним центром якої є село Ішкелеу.

## Населення
За даними перепису населення 2004 року у селі проживали 660 осіб.
Національний склад населення села:
| Національність | Кількість осіб | Відсоток |
| -------------- | -------------- | -------- |
| молдавани      | 658            | 99,7%    |
| українці       | 1              | 0,2%     |
| росіяни        | 1              | 0,2%     |
| Всього         | 660            | 100%     |